# María León (personnalité politique)
Pour les articles homonymes, voir León et Maria Leon.
María León, de son nom complet María de Lourdes León Gibory, est une avocate et femme politique vénézuélienne, née à Caracas le 22 mai 1937. Ministre de la Femme et de l'Égalité de genre à la création du ministère d'avril 2009 à juin 2010, elle est deux fois députée, pour la période 2011-2016, et de nouveau depuis 2020.

## Biographie
Selon la notice qualifiée d'« autobiographie » que lui consacre sur Internet en 2010 son parti, le Parti socialiste unifié du Venezuela, elle est orpheline de mère à l'âge de 3 ans, et de père à celui de 17 et a deux frères. Elle a elle-même deux filles et un fils. Croyante, elle s'engage au Parti communiste vénézuélien, avec l'un de ses frères pour suivre la « Cuba héroïque de Fidel [Castro] ».

## Carrière politique
Le 13 avril 2009, elle est nommée ministre de la Femme et de l'Égalité de genre, à la création de ce ministère puis remplacée en juin de l'année suivante par Nancy Pérez.
Elle est élue pour la première fois députée pour la période 2011-2016 aux Élections législatives vénézuéliennes de 2010.
Elle emporte un siège de députée au scrutin national par liste aux élections législatives du 6 décembre 2020 pour l'État d'Aragua, représentante et membre de la direction nationale du Parti socialiste unifié du Venezuela.

## Prises de position
Bien que dénonçant la « farce de la démocratie représentative », elle est néanmoins élue deux fois députée à l'Assemblée nationale du Venezuela (2011-2016 et depuis 2020).